# Walther Siegmund-Schultze
Walther Siegmund-Schultze (ur. 6 lipca 1916 w Schweinitz, zm. 6 marca 1993 w Halle) – niemiecki muzykolog i historyk muzyki.
Był synem prawnika i burmistrza Schweinitz. W latach 20. uczęszczał do szkoły podstawowej w Schweinitz, gimnazjum katedralnego w Magdeburgu, a potem w renomowanym Gimnazjum Johanneum (d. Szkole Rycerskiej) w Legnicy. Studia podjął na Uniwersytecie we Wrocławiu. Studiował języki starożytne, germanistykę i muzykologię. Ukończył je w 1939 a rok później obronił pracę doktorską. W 1937 wstąpił do NSDAP, a zaraz po doktoracie został skierowany na front. Do Niemiec wrócił w 1946, ponieważ przebywał w obozie jenieckim (być może w ZSRR). Po wojnie pozostał w NRD.
Pracował jako nauczyciel i wychowawca w znanej fundacji Franckeschen Stiftungen w Halle. Był też referentem w ministerstwie oświaty rządu Saksonii - Anhalt (do czasu likwidacji landów i reformy administracyjnej we wschodnich Niemczech). W międzyczasie napisał habilitację, poświęconą Brahmsowi. W 1948 wstąpił do komunistycznej SED. Od 1954 do 1981 radnym w radzie okręgowej Halle. Po habilitacji został zatrudniony jako docent na Uniwersytecie w Halle. W 1954 otrzymał nominację na profesora, a w 1956 objął kierownictwo Instytutu Muzykologii i Wychowania Muzycznego (Institut für Musikwissenschaften und Musikerziehung). Od 1969 do 1986 był kierownikiem Wydziału Nauk Muzycznych Uniwersytetu. Pełnił różne funkcje społeczne oraz zasiadał w wielu gremiach doradczych. Zasłużył się dla badań nad spuścizną Telemanna. Jako pierwszy otrzymał w 1987 nagrodę imienia Georga-Philippa-Telemanna przyznawaną przez miasto Magdeburg.

## Dzieła
- Mozarts Vokal- und Instrumentalmusik in ihren motivisch-thematischen Beziehungen, wyd. 1940 (doktorat).
- Untersuchungen zum Brahms-Stil und Brahmsbild, wyd. 1951 (habilitacja).
- Georg Friedrich Händel. Leben und Werk, 1954.
- Mozarts Melodik und Stil, wyd. 1957.
- Georg Friedrich Händel, wyd. 1959.
- Johannes Brahms, wyd. 1966.
- Ludwig von Beethoven, wyd. 1975.
- Johann Sebastian Bach, wyd. 1976.
- Georg Friedrich Händel, wyd. 1980.
- Georg Philipp Telemann (Bildbiographie), wyd. 1980.
- Wolfgang Amadeus Mozart. Eine kleine Biographie, wyd. 1991.
- Wolfgang Amadeus Mozart. Ideal–Idol–Idee, wyd. 1994.